# Scytonotus bergrothi
Scytonotus bergrothi är en mångfotingart som beskrevs av Chamberlin 1911. Scytonotus bergrothi ingår i släktet Scytonotus och familjen plattdubbelfotingar. Inga underarter finns listade i Catalogue of Life.